# 昆虫の翅
昆虫の翅（）では、昆虫類の翅（）、一般にいう羽の構造について記す。いわゆる翼の一つであるが、脊椎動物のそれとは全く起源が異なるものである。

## 翅の構造

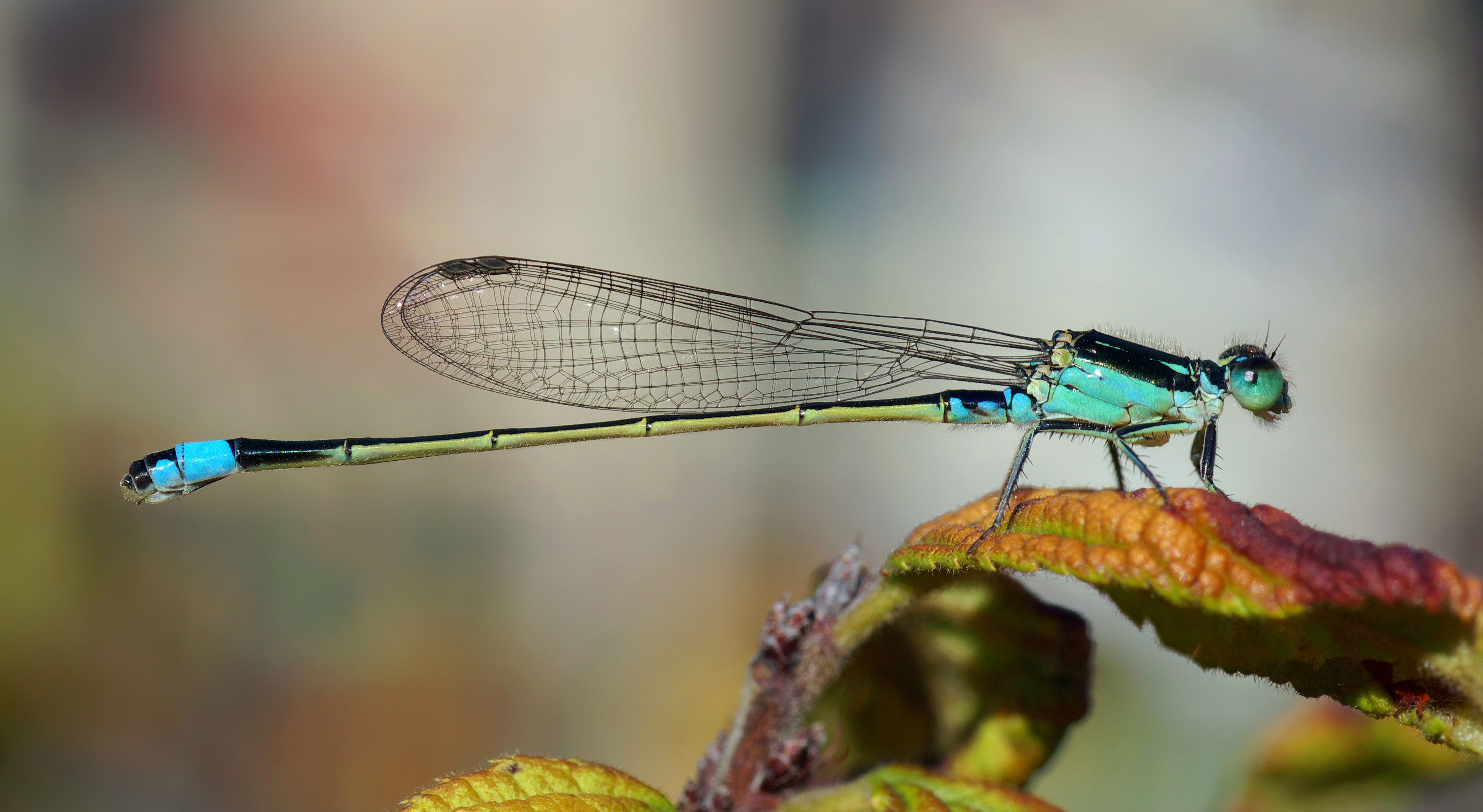
イトトンボの翅
Ischnura senegalensis

昆虫のいわゆる羽・羽根は、生物学の専門用語では翅（はね）と表記され、成虫（と亜成虫）のみが使用可能な器官である。そのため、成虫になる時の脱皮を特に羽化という。
昆虫の翅は、胸部の背面から突き出している。昆虫の胸部は三節あり、それぞれ一対ずつの歩脚があるが、翅は第二節と第三節の背面から一対ずつ出る。即ち、昆虫の翅は、脊椎動物の翼に見られるような、前脚の変形ではない。従って、翅を持つことが歩脚の性能を制限することはない。飛行可能な脊椎動物（翼竜や鳥類、コウモリ）が、その代わりに歩行能力を大幅に制限されるのとは異なり、昆虫の多くは十分な歩行能力をもっている。このような翅のあり方をもつのは昆虫以外では、空想の産物である天使や烏天狗などしかない。地球の歴史上、飛行能力を最初に獲得したのも昆虫である。
昆虫の翅は、背中の外骨格が薄く伸びたもので、キチン質でできている。膜状に広がった翅を支えるために、太くなったキチン質の筋が葉脈のように翅に広がる。これを翅脈と言う。翅脈は昆虫の羽化時に体液を流し込んで翅を伸展するためにも機能する。翅脈の配置などは、分類上重視される。また、翅の表面には毛や鱗が並ぶこともある。小型の昆虫では、翅の周辺に並ぶ毛が、翅の表面積を大きくしている。
昆虫に含まれる目は、それぞれ独特の特徴をもった翅を持っている。そのため、翅の構造にちなんだ学名を持ち、日本語でもそれを直訳した名称を使用していた（例：Diptera：二枚の翅→双翅目）。しかし、最近では賛否両論あるものの、1988年刊行の『文部省学術用語集「動物学編」』の方針に従い、そこに含まれる代表的昆虫の名で置き換えることが多くなっている（例：双翅目→ハエ目）。

## さまざまな昆虫の翅

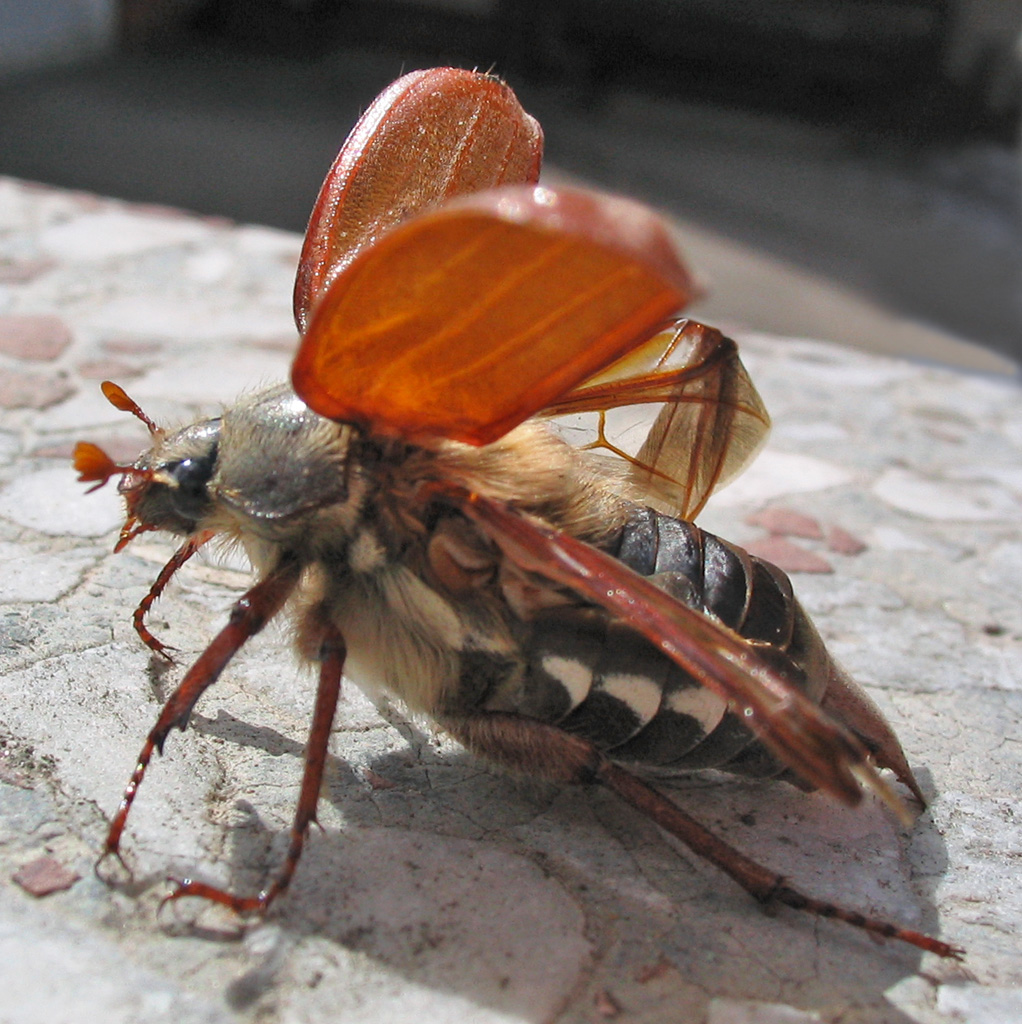
翅を広げるヨーロッパコフキコガネ Melolontha melolontha

シミなどの昆虫は、翅を発達させる前の昆虫の姿を伝えるものと考えられているが、それ以外の昆虫はすべて、翅をもつものか、翅を持っていたが二次的に退化させたもの（ノミ目、シラミ目など）とされている。
その中で、古い翅の形をもつのは、カゲロウ目とトンボ目である。この両者は、左右の翅を羽ばたきの方向以外の向きに動かすことが出来ず、広げたままにするか、上にそろえて片付けることしかできない。また、両者とも幼虫が水中生活であることも共通している。
トンボは、空中の一点に留まる事ができ（ホバリング）、宙返りが観察された種もある。翅には横方向から見て折れ曲がった構造をしていて凹凸があり、飛行中に気流の渦ができる。その発見以前の翼の理論では、そのような状態は失速のように、性能が劣ると考えられていた。
それ以外の昆虫は、ほとんどが翅を羽ばたきの方向に対して後ろ向きに折り畳み、背中に重ねるようにして片付けることができる。ゴキブリも古い形質をもつ昆虫であるが、翅を下翅二枚、上翅二枚と交互に重ね、背中に密着させて畳む。従って、ふだんは翅がコンパクトに片付けられており、狭い隙間に潜り込んだり翅の損傷を防いだりする際に有利だと考えられている。
大部分の昆虫は、翅を四枚もつが、実質は二枚として使い、トンボのように前後別々に動かすことはない。チョウは前後の翅の一部を重ね、同時に羽ばたかせる。セミやハチ、チョウ以外の大半のチョウ目（いわゆるガ）などでは、前翅と後翅が一体となって動くよう、前翅の後縁と後翅の前縁が互いに引っ掛かるように鉤がついている。
また、コウチュウ目の場合、後翅は膜状で薄く広いのに対し、前翅は硬化していて鞘翅と呼ばれる。平常時、後翅は折り畳んで背中に密着させ、前翅は後翅や腹部を守るようにその上を覆っている。外から見ると背中を甲羅が覆っているように見えることから、「甲虫」の名がある。コウチュウ目の多くの昆虫では鞘翅を飛翔時にバランサーとしても使う（この例外としてはハナムグリが挙げられる）。また、飛ぶことのないオサムシやゾウムシの一部の種類では、左右の鞘翅が互いにくっついて保護の役割のみを果たしている。同様のことはカメムシ亜目やハサミムシでも見られる。
さらに、ハエ目では、翅が二枚しかない。これは、後翅がごく小さく、先端が球状に膨れた、こん棒状の器官に変形してしまっているためで、これを平均棍と呼ぶ。平均棍は前翅の運動と同期して高速で回転し、ジャイロスコープと同様に慣性によって虫体の動きを感知する感覚器として働いている。昆虫で最もうまく飛ぶのもハエ目のもので、種類にもよるが、昆虫のなかでは最速のもの、空中停止（ホバリング）できるもの、宙返りできるものなど、さまざまである。また、カ類の羽ばたき回数は毎秒600回に達し、ブユなど毎秒1000回の羽ばたきをするものさえいる。

## 駆動法
動物であるから、筋肉を用いて翅を動かしているが、その仕組みにもいくつかの型がある。
トンボの場合、翅の基部には筋肉が結び付いており、これが直接に翅を駆動する。前翅と後翅は別々に動く。
それ以外の昆虫では、筋肉は胸部体節の背面と腹面のキチン板につながり、胸郭を上下に動かすことで、間接的に翅を動かすようになっている。この間接的な翅の駆動機構には一種のクラッチシステムが組み込まれており、羽ばたきに使う筋肉を動かすときに胸郭だけを動かして翅を動かさないようにすることもできる。多くの昆虫が飛翔に先立ち、飛翔が可能なだけの筋力を出せるように、筋肉を動かして体温を上げている。

## 翅の使い方
昆虫には、翅を飛行以外に使うものがある。有名なのはコオロギ、キリギリス、スズムシなどに見られる発音器官として使うことである。前翅は左右対称でなく、ヤスリ状の器官があって、これをこすり合わせて発音している。カやアブでは、翅の鳴音によって雌が雄を誘引するなど、音による情報交換がある。
チョウの翅には、さまざまな色の鱗粉があり、それによって美しい模様ができているが、この模様には、視覚的情報による情報交換の意味が含まれる。トンボにも翅の模様で情報交換するものがある。
水生昆虫では、ゲンゴロウなどが、翅と体の隙間を空気タンクとして使用し、水中での呼吸を可能にしている。
先に述べたように甲虫類などは前翅が硬く厚くなっていて、これを体の防御に使う。

## 翅の起源
昆虫の翅の起源については長らく議論が交わされてきた。伝統的に大きく「エラ起源説」と「側背板起源説」があったが、2010年頃に理化学研究所のグループがイシノミとカゲロウで、“翅遺伝子”がどこで発現しているのかを分析したところ、エラと側背板の両方で発現していることが明らかになり、エラ説と側背板説の「複合説」が大きくクローズアップされた。いっぽう、2020年に発表された遺伝子の研究では、昆虫の翅は祖先の甲殻類が持っていた脚の基部（先端から8節目）の外葉が背側に移動して進化したことが明らかになった。
古生代に生息した化石昆虫であるムカシアミバネムシ類では、胸部第2節と第3節の立派な翅のほかに、胸部第1節にも短い翅があった。また、この昆虫では、腹部にも各体節にそれぞれ1対の、ヒレ状の側面の突起があった。昆虫の先祖は、このようなヒレ状の突起を全体節に持ち、そのうち、胸部のものが発達して、翅になっていったのではないかと考えられる。

## 無翅の昆虫
有翅亜綱に属する昆虫の大半は、原則として翅を有しているが、二次的に翅を消失した種、飛行能力を失った種は、トンボ目とカゲロウ目以外の全ての目に存在する。
目のレベルで、その構成種が全て翅を有していないものは、有翅亜綱では、ガロアムシ目、カカトアルキ目、ノミ目である。（シラミ目、ハジラミ目も全て翅を有していないが、近年ではこれらは、有翅昆虫であるチャタテムシ目とともに咀顎目を構成するとされている。）当然、無翅亜綱に属するものには全て翅がない。